# Sanja Vučić
Sanja Vučić, född 8 augusti 1993 i Kruševac, är en serbisk sångerska.

## Eurovision
Den 5 mars 2016 meddelades det att Sanja Vučić blivit utvald internt av RTS till att representera Serbien i Eurovision Song Contest 2016 i Stockholm. Hennes bidrag "Goodbye (Shelter)" presenterades den 12 mars 2016.
Hon gick vidare från den andra semifinalen i Globen den 12 maj 2016 och slutade på en 18:e plats i finalen.

## Diskografi

### Singlar
- 2016 - "Goodbye (Shelter)"